# Steuerliche Nebenleistung
Steuerliche Nebenleistungen sind Leistungen, die im Zusammenhang mit der Besteuerung erhoben werden. Sie dienen nicht in erster Linie der Einnahmeerzielung des Staates, sondern anderen Zwecken (Druckmittel, Ausgleich von Zinsvorteilen etc.). Die steuerlichen Nebenleistungen fließen – mit Ausnahme der Zinsen – den verwaltenden Körperschaften zu. Hingegen steht das Aufkommen der Zinsen den steuerberechtigten Körperschaften zu. Ansprüche auf steuerliche Nebenleistungen stellen Ansprüche aus dem Steuerschuldverhältnis dar.
Zu den steuerlichen Nebenleistungen gehören nach der enumerativen Aufzählung in § 3 Abs. 4 Abgabenordnung (AO):
| steuerliche Nebenleistung                                                   | Rechtsgrundlage                                                 | Charakter / Funktion |
| --------------------------------------------------------------------------- | --------------------------------------------------------------- | --- |
| Verspätungszuschläge                                                        | § 152 AO                                                        | Erziehungs- und Sanktionsfunktion, insbes. soll der Steuerpflichtige zur fristgerechten Abgabe seiner Steuererklärung angehalten werden              |
| Verzögerungsgelder                                                          | § 146 Abs. 2c AO                                                | Zwangscharakter, insbes. zur Durchsetzung steuerlicher Mitwirkungspflichten im Zusammenhang mit der elektronischen Buchführung                       |
| Mitwirkungsverzögerungsgelder und Zuschläge zum Mitwirkungsverzögerungsgeld | § 200a Abs. 2, 3 AO                                             | Zwangscharakter, insbes. zur Durchsetzung qualifizierter Mitwirkungspflichten im Zusammenhang mit einer Außenprüfung                                 |
| Zuschläge                                                                   | § 162 Abs. 4 und 4a AO                                          | Zwangscharakter zur Durchsetzung von Auskunfts- und insbes. Vorlagepflichten im Zusammenhang mit dem Außensteuergesetz bzw. Steueroasen-Abwehrgesetz |
| Zinsen                                                                      | §§ 233 bis 237 AO                                               | Abschöpfungsfunktion von monetären Vorteilen sowohl zugunsten als auch zuungunsten des Fiskus                                                        |
| Säumniszuschläge                                                            | § 240 AO                                                        | Abschöpfungsfunktion von monetären Vorteilen die durch Nicht- oder nicht fristgerechte Zahlung der Steuern entstehen                                 |
| Zwangsgelder                                                                | § 329 AO                                                        | Zwangscharakter zur Erzwingung einer Leistung |
| Kosten                                                                      | § 178, §§ 337 bis 345 AO                                        | sollen i. d. R. Leistungen, die nicht originär mit der Steuerverwaltungstätigkeit in Zusammenhang stehen, abgelten                                   |
| Zinsen i. S. d. Zollkodex                                                   | Art. 214 Abs. 3, Art. 232 Abs. 1 lit. b ZK                      | |
| Verspätungsgelder nach                                                      | § 22a EStG                                                      | Erziehungs- und Sanktionsfunktion, insbes. soll der Verpflichtete zur fristgerechten Abgabe der Rentenbezugsmitteilung angehalten werden             |
| Kosten nach                                                                 | § 10 Abs. 5 und § 11 Abs. 7 Plattformen-Steuertransparenzgesetz | Gebühren zur Abgeltung einer konkreten Leistung |
|                                                                             |                                                                 | |